# Mate Relja
Mate Relja (Šibenik, 29. kolovoza 1922. – Zagreb, 1. kolovoza 2006.) bio je hrvatski redatelj i scenarist.
Diplomirao je književnost na Filozofskom fakultetu u Zagrebu, a umjetničku karijeru započeo je 1944. godine u partizanima – kao glumac u kazališnoj družini okružnog NOO Šibenika, kasnije u šibenskom kazalištu. Na filmu je radio od 1948. g. kao asistent pa pomoćnik redatelja u Jadran filmu u Zagrebu. Bio je i TV-djelatnikom, radeći u "programu za djecu i omladinu".
Bio je dramaturg i redatelj u tridesetak tzv. element-filmova. Od 1993. do 1994. bio je predsjednik Hrvatsko-češkog društva.
Posljednijh godina života svoje filmske uspomene objavljivao je u feljtonu u filmskom magazinu Hollywood.

## Režija filmova
Bio je redatelj desetak dokumentarnih filmova i tri cjelovečernja filma: 
- Kota 905 (1960.)
- Opasni put (1963.)
- Vlak u snijegu (1976.)

## Scenarij filmova
- Opasni put (1963.)
- Vlak u snijegu (1976.)

## Nagrade
- Zlatni lav (1963.) za dječji film, za festivalu u Veneciji za film "Opasni put"
- Vladimir Nazor (1976.) za redateljstvo filma "Vlak u snijegu"